# Oncidium praetextum
Oncidium praetextum  es una especie de orquídea epifita. Es nativa del sudeste de  Brasil.

## Descripción
Es una orquídea con hábitos de epífitas con pseudobulbos, oblongos a elípticos, comprimidos lateralmente que llevan 2 hojas apicales, coriáceas, lanceoladas y obtusas. Florece en el otoño en el hemisferio sur en una inflorescencia basal de 120 cm de largo y arqueada,  con muchas flores fragantes que forman 1 a 4 ramos cada una con 3 a 6 flores. 

## Distribución y hábitat
Se encuentra en Brasil en lugares frescos de las montañas de los estados  de Espírito Santo, São Paulo y Río de Janeiro. 

## Sinonimia
- Oncidium enderianum auct. (1892)
- Brasilidium praetextum (Rchb.f.) Campacci (2006)
- Anettea praetexta (Rchb.f.) Szlach. & Mytnik, Polish Bot. J. 51: 50 (2006).
- Anettea enderiana (auct.) Szlach. & Mytnik, Polish Bot. J. 51: 50 (2006)[1]